# ちいさなおばけアッチ・コッチ・ソッチ
『ちいさなおばけアッチ・コッチ・ソッチ』は、角野栄子と佐々木洋子による絵本『小さなおばけシリーズ』（ポプラ社刊）を元にした、日本のテレビアニメである。1991年4月9日から1992年4月7日にかけて放送された（放送期間は日本テレビを基準）。2019年12月時点で絵本シリーズの累計発行部数は400万部を記録している。
コック見習いのアッチ、理髪師見習いのおしゃれなコッチ、人間の小学校に通うソッチの3匹の小さなお化けが主人公。一般的なイメージのお化けとは異なり善良な性格で、見た目も可愛らしいゆえに人間の子供のような扱いを受けやすいが、透明化や飛行などの特殊能力で人々を驚かせることもある。

## 登場人物
アッチ
声 - 鉄炮塚葉子
レストラン・ミドリのコックで、屋根裏部屋に住んでいる。
コッチ
声 - 矢島晶子
ソッチ
声 - 山田妙子（現:川田妙子）
ボン
声 - 高乃麗
オスの野良猫で、妻は白猫。
チとキ
声 - 小桜エツ子（現:小桜エツコ）
ねずみの兄弟。
エッちゃん
声 - 坂本千夏
なべさん
声 - 上田敏也
ちょっきりさん
声 - 納谷六朗
おばあさん
声 - 野沢雅子
すみれ先生
声 - 富沢美智恵
ミカ
声 - 水谷優子
ケンジ
声 - 南杏子
ピシ
声 - 篠原あけみ
エリ
声 - 麻見順子
ユウジ
声 - こおろぎさとみ
アカネ
声 - 久川綾
トラブル
声 - 熊谷誠二
ナレーション
声 - 平野文

## スタッフ
- 原作 - 角野栄子、佐々木洋子
- 総監督 - 小林治
- シリーズ構成 - 田口成光
- キャラクターデザイン - 河内日出夫
- 美術監督 - 池田祐二
- 撮影監督 - 渡辺英俊
- 編集 - 松村将弘
- 音楽 - 池毅
- 音響監督 - 壺井正
- 選曲 - 合田豊
- 効果 - 井上裕（アニメサウンド）
- プロデューサー - 堀越徹（日本テレビ）、宮内昭（博報堂）、本間道幸（スタジオぴえろ）
- 製作著作 - 日本テレビ、博報堂、スタジオぴえろ、パステルハウス

## 主題歌
オープニングテーマ - 『ちっちゃなおばけのうた』
作詞  - 角野栄子 / 作曲 - 池毅 / 編曲 - 岩田雅之 / 歌 - 平野レミ
エンディングテーマ - 『いないいないおばけ』
作詞 - 角野栄子 / 作曲 - 池毅 / 編曲 - 岩田雅之 / 歌 - 平野レミ
上記2曲を収録したCDは、日本コロムビアより発売された。

## 各話リスト
| 回 | サブタイトル                                    | 脚本             | コンテ     | 演出       | 作画監督   |
| -- | ----------------------------------------------- | ---------------- | ---------- | ---------- | ---------- |
| 1  | アッチのいたずらおばけのまき!                   | 浦沢義雄         | 小林治     | 小林治     | 河内日出夫 |
| 1  | ソッチのぞびぞびぞ〜 のまき                     | ごうどかずひこ   | 小林治     | 小林治     | 河内日出夫 |
| 2  | アッチのスパゲッティが たべたいよう のまき      | 浦沢義雄         | 木村哲     | 木村哲     | 松本清     |
| 2  | コッチのピカピカおばけ のまき                   | 桜井正明         | 牧野滋人   | 牧野滋人   | 松本清     |
| 3  | アッチのハンバーグつくろうよ のまき             | 浦沢義雄         | 上村修     | 上村修     | 角張仁美   |
| 3  | コッチのあかちゃん のまき                       | 桜井正明         | 上村修     | 上村修     | 角張仁美   |
| 4  | アッチのカレーライスは こわいぞ のまき          | 浦沢義雄         | 小原秀一   | 小原秀一   | 小原秀一   |
| 4  | ソッチのがっこうへいきたいぞび〜 のまき         | ごうどかずひこ   | 木村哲     | 木村哲     | 森中正春   |
| 5  | アッチのピザパイくん たすけてよ のまき          | 浦沢義雄         | 上村修     | 太田ひろし | 松本朋之   |
| 5  | ソッチのおばけの一年生 のまき                   | ごうどかずひこ   | 上村修     | 太田ひろし | 松本朋之   |
| 6  | アッチのカレーパンでやっつけようのまき          | 浦沢義雄         | 小林治     | 小林治     | 河内日出夫 |
| 6  | コッチの大きなおばけピピピのまき                | 桜井正明         | 小林治     | 小林治     | 河内日出夫 |
| 7  | アッチの スーパーマーケット のまき              | 浦沢義雄         | 上村修     | 上村修     | 中谷真一   |
| 7  | ソッチの およめさんになりたいぞび〜 のまき      | 関島眞頼         | 阿宮正和   | 牧野滋人   | 松本清     |
| 8  | アッチのフルーツポンチはいできあがりのまき      | 浦沢義雄         | 木村哲     | 木村哲     | 松本清     |
| 8  | コッチのへんくつおばさんのまき                  | 桜井正明         | 上村修     | 上村修     | 中谷真一   |
| 9  | アッチの ハンバーガーぷかぷかどん のまき        | 浦沢義雄         | 阿部紀之   | 阿部紀之   | 山本哲也   |
| 9  | ソッチの いえでしちゃうぞび〜 のまき            | 関島眞頼         | 木村哲     | 牧野滋人   | 松本清     |
| 10 | アッチの オムレツぽぽぽぽぽ〜ん のまき          | 浦沢義雄         | 向中野義雄 | 太田ひろし | 松本朋之   |
| 10 | コッチの ジャングルぐるぐる のまき              | 桜井正明         | 向中野義雄 | 太田ひろし | 松本朋之   |
| 11 | アッチの おこさまランチが にげだした のまき     | 萩田寛子         | 小林治     | 小林治     | 河内日出夫 |
| 11 | ソッチの ピーヒャラ したいぞび〜 のまき         | 関島眞頼         | 小林治     | 小林治     | 河内日出夫 |
| 12 | アッチの こどもプール のまき                    | 浦沢義雄         | 阿部紀之   | 阿部紀之   | 山本哲也   |
| 12 | コッチの パパは だいばくはつ のまき             | 桜井正明         | 青木佐恵子 | 青木佐恵子 | 楠本祐子   |
| 13 | アッチの エビフライを おいかけろ のまき         | 萩田寛子         | 阿部紀之   | 阿部紀之   | 中谷真一   |
| 13 | ソッチの ピアノがひきたいぞび〜 のまき          | ごうどかずひこ   | 上村修     | 上村修     | 中谷真一   |
| 14 | アッチの いないいない グラタン のまき           | 浦沢義雄         | 牧野滋人   | 阿宮正和   | 叶内孝行   |
| 14 | コッチの おえかきネコさん のまき                | 中弘子           | 木村哲     | 木村哲     | 森中正春   |
| 15 | アッチの 金星人の ころころドーナツ のまき       | 浦沢義雄         | 向中野義雄 | 太田ひろし | 松本朋之   |
| 15 | ソッチの せいせきひょうが こわいぞび〜 のまき   | 関島眞頼         | 向中野義雄 | 太田ひろし | 松本朋之   |
| 16 | アッチの ニンジンさん おいしくなーれ のまき     | 萩田寛子         | 佐々木和宏 | 佐々木和宏 | 河内日出夫 |
| 16 | ソッチの りゅうぐうじょうの けっとう のまき     | ごうどかずひこ   | 佐々木和宏 | 佐々木和宏 | 河内日出夫 |
| 17 | アッチの あべこべサンドイッチ のまき            | 浦沢義雄         | 上村修     | 上村修     | 中谷真一   |
| 17 | コッチの なきむしシクシク のまき                | 桜井正明         | 上村修     | 上村修     | 中谷真一   |
| 18 | アッチの ぷりぷりプリン のまき                  | 萩田寛子         | 阿部紀之   | 阿部紀之   | 楠本祐子   |
| 18 | ソッチの おばけたいかい のまき                  | 関島眞頼         | 阿部紀之   | 阿部紀之   | 山本哲也   |
| 19 | アッチの みなみのしまの レストラン のまき       | 浦沢義雄         | 向中野義雄 | 太田ひろし | 松本朋之   |
| 19 | コッチの ぼくはすてきなママ のまき              | 萩田寛子         | 向中野義雄 | 太田ひろし | 松本朋之   |
| 20 | アッチの マシュマロふわふわ のまき              | 萩田寛子         | 佐々木和宏 | 青木佐恵子 | 井坂純子   |
| 20 | ソッチの しゅくだいが おわらないぞび〜 のまき   | ごうどかずひこ   | 木村哲     | 木村哲     | 井坂純子   |
| 21 | アッチの なみだのたんじょうび のまき            | 浦沢義雄         | 佐々木和宏 | 佐々木和宏 | 河内日出夫 |
| 21 | コッチの こころをみがけば のまき                | 岡かすみ         | 佐々木和宏 | 佐々木和宏 | 河内日出夫 |
| 22 | アッチの とおいくにの おうじょさま のまき       | 浦沢義雄         | 上村修     | 上村修     | 中谷真一   |
| 22 | ソッチの えんそく のまき                        | ごうどかずひこ   | 飯島正勝   | 上村修     | 中谷真一   |
| 23 | アッチの なみだポロン のまき                    | 萩田寛子         | 阿部紀之   | 阿部紀之   | 山本哲也   |
| 23 | コッチの うえきやさん のまき                    | 静谷伊佐夫       | 青木佐恵子 | 青木佐恵子 | 井坂純子   |
| 24 | アッチの おたのしみロールキャベツ のまき        | 浦沢義雄         | 太田ひろし | 太田ひろし | 松本朋之   |
| 24 | ソッチの くぬぎだいおうをまもれ のまき          | 関島眞頼         | 向中野義雄 | 太田ひろし | 松本朋之   |
| 25 | アッチの おにぎりヤッホー のまき                | 萩田寛子         | 木村哲     | 木村哲     | 井坂純子   |
| 25 | コッチの おうさまのひげ のまき                  | 静谷伊佐夫       | 阿部紀之   | 阿部紀之   | 井坂純子   |
| 26 | アッチの ぼうしをなくしたたんてい のまき        | 萩田寛子         | 高橋資祐   | 上村修     | 高橋資祐   |
| 26 | コッチの ガハハのおともだち のまき              | 桜井正明         | 高橋資祐   | 上村修     | 高橋資祐   |
| 27 | アッチの やまもとさんは セロリがきらい のまき   | 浦沢義雄         | 青木佐恵子 | 青木佐恵子 | 井坂純子   |
| 27 | ソッチの でんきなんか いらないぞび〜 のまき     | 関島眞頼         | 青木佐恵子 | 青木佐恵子 | 井坂純子   |
| 28 | アッチの なかよしパフェ のまき                  | 藤本雅子         | 佐々木和宏 | 佐々木和宏 | 河内日出夫 |
| 28 | コッチの もくばのなみだ のまき                  | 萩田寛子         | 佐々木和宏 | 佐々木和宏 | 河内日出夫 |
| 29 | アッチの あめふりたんけんたい のまき            | 萩田寛子         | 上村修     | 上村修     | 中谷真一   |
| 29 | ソッチの あかちゃんなんか きらいぞび〜 のまき   | ごうどかずひこ   | 上村修     | 上村修     | 中谷真一   |
| 30 | アッチの さかなりょうりの フルコースのまき      | 浦沢義雄         | 阿部紀之   | 阿部紀之   | 松本朋之   |
| 30 | コッチの さよならきかんしゃ のまき              | 桜井正明         | 木村哲     | 木村哲     | 山本哲也   |
| 31 | アッチの まいごのきのこがり のまき              | 石塚智子         | 太田ひろし | 太田ひろし | 松本朋之   |
| 31 | ソッチの おばあちゃんのさくぶん のまき          | ごうどかずひこ   | 太田ひろし | 太田ひろし | 松本朋之   |
| 32 | アッチの ナベさんはまほうつかい のまき          | 萩田寛子         | 木村哲     | 木村哲     | 井坂純子   |
| 32 | コッチの せかいいちかみの ながいひと のまき     | 静谷伊佐夫       | 阿部紀之   | 阿部紀之   | 井坂純子   |
| 33 | アッチの バリバリしょくどう のまき              | 浦沢義雄         | 佐々木和宏 | 佐々木和宏 | 河内日出夫 |
| 33 | ソッチの きゅうしょくが きらいぞび〜 のまき     | 関島眞頼         | 佐々木和宏 | 佐々木和宏 | 河内日出夫 |
| 34 | アッチの あなのあいたおなべ のまき              | 藤本雅子         | 上村修     | 上村修     | 中谷真一   |
| 34 | コッチの とこやさんのてんさい のまき            | 静谷伊佐夫       | 上村修     | 阿部紀之   | 山本哲也   |
| 35 | アッチの エッちゃんのはなよめさん のまき        | 石塚智子         | 上村修     | 上村修     | 中谷真一   |
| 35 | ソッチの てんこうせいが やってきた のまき       | 関島眞頼         | 青木佐恵子 | 青木佐恵子 | 井坂純子   |
| 36 | アッチの マロンケーキで なかなおり のまき       | 萩田寛子         | 太田ひろし | 太田ひろし | 松本朋之   |
| 36 | コッチの かげぼうしと かくれんぼ のまき         | 藤本雅子         | 太田ひろし | 太田ひろし | 松本朋之   |
| 37 | アッチの ねんねんねんね のまき                  | 萩田寛子         | 飯島正勝   | 飯島正勝   | 楠本祐子   |
| 38 | アッチの おりょうりきょうしつ のまき            | 田口成光（構成） | 阿部紀之   | 阿部紀之   | 山本哲也   |
| 38 | アッチコッチソッチの 三にんおばけ のまき        | 田口成光（構成） | 阿部紀之   | 阿部紀之   | 山本哲也   |
| 39 | アッチの きたかぜさんには まけないぞ のまき     | 石塚智子         | 佐々木和宏 | 佐々木和宏 | 河内日出夫 |
| 39 | ソッチの おきにいりのオルゴール のまき          | 萩田寛子         | 佐々木和宏 | 佐々木和宏 | 河内日出夫 |
| 40 | アッチの とっておきのあさごはん のまき          | 石塚智子         | 高橋資祐   | 上村修     | 高橋資祐   |
| 40 | コッチの むしのおわかれパーティー のまき        | 桜井正明         | 阿部紀之   | 阿部紀之   | 井坂純子   |
| 41 | アッチの けびょうによくきく チキンスープ のまき | 萩田寛子         | 上村修     | 上村修     | 中谷真一   |
| 41 | ソッチの おとしものはなんですか のまき          | 萩田寛子         | 上村修     | 上村修     | 伊達真紅郎 |
| 42 | アッチの まっくろおばけ のまき                  | 石塚智子         | 木村哲     | 木村哲     | 山本哲也   |
| 42 | コッチの きんいろのかみの おんなのこ のまき     | 河原祐二         | 阿部紀之   | 阿部紀之   | 中谷真一   |
| 43 | アッチの おでぶさんだって かわいいよのまき      | 岡かすみ         | 太田ひろし | 太田ひろし | 松本朋之   |
| 43 | ソッチの おばけやこんこ のまき                  | 萩田寛子         | 向中野義雄 | 太田ひろし | 松本朋之   |
| 44 | アッチの えいがかんのアップルパイ のまき        | 浦沢義雄         | 阿部紀之   | 阿部紀之   | 井坂純子   |
| 44 | コッチの まほうのぼうし のまき                  | 河原祐二         | 青木佐恵子 | 青木佐恵子 | 井坂純子   |
| 45 | アッチの だいとうりょうの たんじょうびのまき    | 浦沢義雄         | 佐々木和宏 | 佐々木和宏 | 河内日出夫 |
| 45 | ソッチの ふしぎなだいぼうけん のまき            | 藤本雅子         | 佐々木和宏 | 佐々木和宏 | 関根昌之   |
| 46 | アッチの ピカピカおひさまトマト のまき          | 石塚智子         | 上村修     | 上村修     | 中谷真一   |
| 46 | コッチの なんでもアゲルくん のまき              | 静谷伊佐夫       | 上村修     | 上村修     | 中谷真一   |
| 47 | アッチの おふろなんか だいきらいのまき          | 石塚智子         | 阿部紀之   | 阿部紀之   | 楠本祐子   |
| 47 | ソッチの どろぼうたいじ のまき                  | 萩田寛子         | 阿部紀之   | 阿部紀之   | 山本哲也   |
| 48 | アッチの ボンのコックさん のまき                | 浦沢義雄         | 向中野義雄 | 太田ひろし | 松本朋之   |
| 48 | コッチの ホウイさんめぐり のまき                | 河原祐二         | 太田ひろし | 太田ひろし | 松本朋之   |
| 49 | アッチの はなのさかない チューリップのまき      | 石塚智子         | 佐々木和宏 | 佐々木和宏 | 関根昌之   |
| 49 | ソッチの いたずらなオットセイ のまき            | 藤本雅子         | 小林治     | 佐々木和宏 | 関根昌之   |
| 50 | アッチの おりょうりメニュー のまき              | 田口成光（構成） | 阿部紀之   | 阿部紀之   | 中谷真一   |
| 50 | アッチコッチソッチの おともだち のまき          | 田口成光（構成） | 阿部紀之   | 阿部紀之   | 楠本祐子   |

## 放送局
| 放送期間（または、放送形態） | 放送時間                  | 放送局         | 対象地域   | 備考                                                                         |
| ---------------------------- | ------------------------- | -------------- | ---------- | ---------------------------------------------------------------------------- |
| 1991年4月9日 - 1992年4月7日  | 火曜 17:00 - 17:30        | 日本テレビ     | 関東広域圏 | 製作局                                                                       |
|                              |                           | 福岡放送       | 福岡県     |                                                                              |
|                              |                           | 長崎国際テレビ | 長崎県     |                                                                              |
| 1991年4月21日 - 1992年4月5日 | 日曜 6:15 - 6:45          | テレビ金沢     | 石川県     |                                                                              |
| 1992年1月15日 - 6月2日       | 月曜 - 金曜 17:30 - 17:45 | 北日本放送     | 富山県     |                                                                              |
| 遅れネット                   | 土曜 5:45 - 6:15          | 秋田放送       | 秋田県     |                                                                              |
|                              | 月曜 17:00 - 17:30        | 福島中央テレビ | 福島県     |                                                                              |
| ※1993年頃放送                | 日曜 7:15 - 7:45          | ミヤギテレビ   | 宮城県     |                                                                              |
|                              | 日曜 9:30 - 10:00         | テレビ大分     | 大分県     | 放送当時は日本テレビ系列・フジテレビ系列・テレビ朝日系列のトリプルネット局。 |

## ゲーム
- ちいさなおばけアッチコッチソッチ（ファミリーコンピュータ、1992年12月4日、アクションパズル、バップ)